# Улица Яффо
Улица Я́ффо или улица Я́ффа (ивр. רחוב יפו‎; араб. شارع يافا‎) — одна из самых длинных и старейших главных улиц Иерусалима. Она пересекает город с востока на запад, начинаясь у стен Старого города и следуя через центр Иерусалима до западного въезда в Иерусалим с шоссе Иерусалим — Тель-Авив. Она наполнена магазинами, предприятиями и ресторанами. Она соединяется с улицами Бен-Иегуда и Кинг-Джордж, образуя центральный деловой район Downtown Triangle. Основными достопримечательностями вдоль Яффской дороги являются площадь Цахал (в честь ЦАХАЛа), площадь Сафра (мэрия), площадь Сион, площадь Давидка, тройной перекресток (Хамешулаш) на улицах короля Георга V и улицы Штраус, пешеходная улица Бен-Йехуда, уличный рынок Махане-Иегуда и Центральный автовокзал Иерусалима. Улица Яффо была преобразована в пешеходную зону без автомобилей, обслуживаемую иерусалимским скоростным трамваем, а также железнодорожной станцией Иерусалим-Ицхак Навон, расположенной рядом с центральным автобусным вокзалом.

## История
Первоначально заасфальтированная в 1861 году как часть шоссе, ведущего в Яффу, дорога быстро стала центром расширяющегося за стены Старого города Иерусалима в XIX веке, и вокруг неё расцвели ранние районы, такие как Русское подворье, Нахалат-Шива и Махане-Иехуда, а также больница Шаарей-Цедек. Близость к этой артерии быстро стала мерилом стоимости недвижимости в стремительно развивающемся городе. Первоначально движение состояло из верблюдов и мулов, и в конечном итоге маршрут был достаточно улучшен, чтобы можно было использовать конные повозки. Немецкие темплеры, основавшие немецкую колонию, первыми начали регулярное движение повозок по дороге в Яффо.
В период британского мандата улица получила дальнейшее развитие с созданием многих центральных учреждений, включая мэрию, центральное почтовое отделение города, Англо-Палестинский банк и офисное здание Generali. Здания на его самом восточном краю, построенные вдоль стен Старого города, были снесены в июле 1944 года, чтобы не заслонять исторический вид города. В этот период улица приобрела свой современный вид и стала сердцем развивающегося центрального делового района города, поскольку большая часть торговли покинула Старый город. Во время 19-летнего раздела города между Израилем и Иорданией после арабо-израильской войны 1948 года, которая отделила Старый город от большей части современного Иерусалима, первенство улицы Яффо как центра города не оспаривалось.
Муниципалитет Иерусалима, главное почтовое отделение Иерусалима, рынок Махане Иегуда расположены на улице Яффо. Как оживленная улица, она стала мишенью террористических групп, и с конца 1960-х годов на этой улице были совершены одни из самых разрушительных террористических атак, в том числе взрыв холодильника на площади Сион (1975 г.), взрывы автобусов на улице Яффо (1996 г.), взрыв смертника в ресторане «Сбарро» (2001 г.) и взрыв на улице Яффо (2002 г.).
На протяжении большей части своего столетнего существования улица Яффо служила центральной артерией Иерусалима. Муниципалитет отреагировал на проблемы в центре города, сосредоточив усилия на реконструкции улицы; движение общественного транспортом (автобусы и такси) на улице Яффо было ограничено как попытка вынести заторы из этого района и стала центральным элементом нового плана развития по оживлению центра города. В 2004 году под улицей на площади Цахал был вырыт туннель, чтобы центральный маршрут города с севера на юг мог обойти её. Чтобы приспособить новую систему, под одной стороной дороги были проложены новые инженерные коммуникации, которые также были расширены. 180 квартир были эвакуированы для улучшения дороги.
Иерусалимский трамвай начал работать в 2011 году. В западном конце Яффской дороги, напротив Центрального автовокзала, он проходит над улицей Яффо по Струнному мосту Сантьяго Калатравы, который служит архитектурным маяком для этого района.

## Важные здания и достопримечательности
С востока на запад по исторической улице Яффо:
- Яффские ворота
- Старая ратуша Иерусалима
- Площадь Сафра с комплексом муниципалитета Иерусалима
- Здание главного отделения Bank Leumi (бывший Anglo-Palestine Bank), архитектор Эрих Мендельсон.
- Здание Главпочтамта (Иерусалим), архитекторы Остин Харрисон и Перси Гарольд Винтер.
- Здание Генерали, построенное ведущим фашистским архитектором Марчелло Пьячентини.
- Русское подворье граничит на юге с Яффо-роуд.
- Площадь Сиона
- Дом Машиаха Борохова, вилла 1908 г.
- Площадь Давидка
- Рынок Махане Иегуда
- Охель Шломо, бывший район внутреннего двора, частично снесен
- Шаарей Йерушалаим, бывший двор (снесен)
- Батей Сайдофф (Дома Сайдоффа)
- Больница «Шаарей-Цедек» (старое здание, 1902—1980 гг., также известное как «Валлах» или «Амстердамская больница»)
- Центральный автовокзал Иерусалима и расположенная рядом железнодорожная станция Иерусалим-Ицхак Навон.
- Струнный мост (2008 г.) архитектора Сантьяго Калатравы.

## Галерея
- Фреска на улице Яффо, изображающая работу иерусалимского скоростного трамвая в представлении художника
- Улица Яффо
- Улица Яффо под дождем
- Интерьер Яффских ворот в 1856 г.
- Визит Вильгельма II Германии, 1898 г.
- Ворота школы Alliance israélite Universelle (1882 г.) на улице Яффо
- Первоначальное здание больницы «Шаарей-Цедек» на улице Яффо, ныне штаб-квартира Управления телерадиовещания Израиля